# Worse Comes to Worst
〈Worse Comes to Worst〉는 1974년 발매된 빌리 조엘의 두 번째 싱글이다. 《Piano Man》에 수록되었다. 이 곡은 빌보드 핫 100에서 80위에 달했다.
작가 Ken Bielen은 이 곡에 대해 "약간의 컨트리, 약간의 록, 약간의 가스펠 풍이 난다"고 평가했다.

## 차트
| 1974               | 최고 순위 |
| ------------------ | --------- |
| 캐나디안 싱글 차트 | 62        |
| 빌보드 핫 100      | 80        |